# ستيفان فويتشيتش
ستيفان فويتشيتش (بالألمانية: Stephan Vujcic)‏ هو لاعب كرة قدم ألماني في مركز الوسط، ولد في 3 يناير 1986 في هامبورغ في ألمانيا. لعب مع إنتر زابرشيتش ونادي رابوتنيتشكي ونادي شكينديا ونادي هامبورغ وهولشتاين كيل.

## وصلات خارجية
- ستيفان فويتشيتش على موقع قاعدة بيانات كرة القدم.إي يو (الإنجليزية)
- ستيفان فويتشيتش على موقع بيانات كرة القدم. دي إي (الألمانية)
- ستيفان فويتشيتش على موقع Soccerway.com (الإنجليزية)
- ستيفان فويتشيتش على موقع عالم كرة القدم.نت (الإنجليزية)